# Rue Lechapelais
La rue Lechapelais est une voie située dans le quartier des Batignolles du 17e arrondissement de Paris.

## Situation et accès
La rue Lechapelais est desservie par la ligne 13 à la station La Fourche.

## Origine du nom
La rue doit son nom à celui d'un ancien propriétaire.

## Historique
Cette ancienne voie de la commune des Batignolles qui portait déjà son nom actuel est classée dans la voirie parisienne par décret du 23 mai 1863.